# Cheilymenia cadaverina
Cheilymenia cadaverina är en svampart som först beskrevs av Josef Velenovský, och fick sitt nu gällande namn av Svrcek 1977. Cheilymenia cadaverina ingår i släktet Cheilymenia och familjen Pyronemataceae.   Inga underarter finns listade i Catalogue of Life.